# Giuseppe Greco
Pour les articles homonymes, voir Greco.
Giuseppe Greco (né le 21 mai 1894 à Palerme), dit Piddu u tenente (lieutenant Piddu), était un chef du clan mafieux Greco, parrain de Croceverde Giardini, près de Palerme. 

## Biographie
Descendant de Salvatore Greco, capomafia de Ciaculli à la fin du XIXe siècle selon le rapport Sangiorgi (it), il est le fils de Francesco Greco et Rosa De Caro.
Il tient son surnom à son passage parmi les rangs des carabiniers. Il est embauché par le comte Salvatore Tagliavia pour la gestion de son domaine, le fondo Favarella, à Ciaculli.
Il remporte une guerre interne entre deux clans Greco, ceux de Giardini et ceux de Ciaculli, visant à s'attribuer le contrôle du marché des agrumes. Au cours de celle-ci, son homonyme, parrain de Ciaculli, est assassiné le 26 août 1946.
Il épouse Caterina Ferrara avec qui il a notamment le boss Michele Greco.